# Jewgeni Stepanowitsch Koroljow
Jewgeni Stepanowitsch Koroljow (russisch Евгений Степанович Королёв; * 24. Juli 1978 in Moskau, Russische SFSR) ist ein ehemaliger russischer Eishockeyspieler und heutiger -trainer.

## Karriere
Jewgeni Koroljow begann seine Karriere als Eishockeyspieler des HK ZSKA Moskau. Die Peterborough Petes, für die er von 1995 bis 1998 in der Ontario Hockey League aktiv war, und mit denen er 1996 den J. Ross Robertson Cup als OHL-Meister gewann, zogen ihn beim CHL Import Draft 1995 als insgesamt 26. Akteur. Im Verlauf der Spielzeit 1997/98 wechselte er zu deren Ligarivalen London Knights. In dieser Zeit wurde er zunächst im NHL Entry Draft 1996 in der achten Runde als insgesamt 192. Spieler von den New York Islanders ausgewählt. Da diese ihn in den folgenden beiden Jahren jedoch nicht unter Vertrag nahmen, konnte er im NHL Entry Draft 1998 erneut ausgewählt werden, wo ihn die Islanders in der siebten Runde als insgesamt 182. Spieler erneut auswählten.
Nachdem der Verteidiger in der Saison 1998/99 ausschließlich für die Farmteams der Islanders, die Lowell Lock Monsters aus der American Hockey League und Roanoke Express aus der East Coast Hockey League auf dem Eis stand, gab er in der Saison 1999/2000 sein Debüt für New York in der National Hockey League. Insgesamt verblieb Koroljow drei Jahre beim Team an der Ostküste, ehe er im Sommer 2002 von Lokomotive Jaroslawl aus der russischen Superliga verpflichtet wurde, mit dem er 2003 erstmals Russischer Meister wurde. Anschließend wechselte Korljow während der Saison 2003/04 zu deren Ligarivalen Sewerstal Tscherepowez, für die er die folgenden eineinhalb Jahre spielte.
Vor der Saison 2005/06 erhielt Koroljow einen Vertrag beim HK Dynamo Moskau, mit dem er 2006 den IIHF European Champions Cup gewann. Nach einer Saison bei Metallurg Nowokusnezk, unterschrieb er vor der Saison 2008/09 beim SKA Sankt Petersburg aus der neugegründeten Kontinentalen Hockey-Liga. Im Januar 2011 wurde Koroljow vom OHK Dynamo verpflichtet, ehe er im Mai 2011 von Neftechimik Nischnekamsk unter Vertrag genommen wurde.
Im Mai 2012 kehrte er zu Lokomotive Jaroslawl zurück, absolvierte aber bis Oktober des Jahres kein Spiel für den Klub, ehe der Vertrag wieder aufgelöst wurde. Zum Ende seiner Karriere spielte er 2013/14 beim HK Lada Toljatti in der Wysschaja Hockey-Liga.

### Trainertätigkeit
Zwischen 2016 und 2018 war er Assistenztrainer bei Barys Astana, zusätzlich in der Saison Co-Trainer der kasachischen Nationalmannschaft. Nachdem er anschließend beim HK Arystan Temirtau und beim HK Saryarka Karaganda als Cheftrainer tätig gewesen war, kehrte er 2021 nach Russland zurück. Zunächst war er zwei Jahre als Cheftrainer bei Kusnezkije Medwedi in der Molodjoschnaja Chokkeinaja Liga gearbeitet hatte, ist er seit 2023 Assistenztrainer beim KHL-Klub HK Sibir Nowosibirsk.

## Erfolge und Auszeichnungen
- 1996 J.-Ross-Robertson-Cup-Gewinn mit den Peterborough Petes
- 2003 Russischer Meister mit Lokomotive Jaroslawl
- 2006 IIHF-European-Champions-Cup-Gewinn mit dem HK Dynamo Moskau

## Statistik
(Stand: Ende der Saison 2011/12)